# Rapper's Delight
Rapper's Delight är en låt och singel av den amerikanska hiphop-trion The Sugarhill Gang, som släpptes 1979. Det var i stort sett den första riktigt kända låten där man rappade. Låten är baserad på gruppen Chics låt Good Times.